# Guido Buchwald
Guido Ulrich Buchwald är en tysk fotbollsspelare, mittfältare, försvarare, född 24 januari 1961.
Buchwald var en av Tysklands flitigaste landslagsspelare från mitten av 1980-talet fram till 1994 och en av nyckelspelarna i det lag som vann VM 1990. I VM-finalen 1990 blev han utsedd till att bevaka Diego Maradona vilket gav honom namnet Diego Maradonas överrock. Den kraftfulle och store Buchwald användes framförallt som defensiv mittfältare. Efter den aktiva karriären verkade Buchwald som tränare i det japanska laget Urawa Red Diamonds. Sedan återvände han till Tyskland och började arbeta som tränare i laget Alemannia Aachen i Tysklands 2. Bundesliga.

## Karriären i siffror
- 76 A-landskamper för Västtyskland/Tyskland 1984-1994
- Tysk mästare 1984, 1992

- VM i fotboll: 1990, 1994
  - Världsmästare 1990
- EM i fotboll: 1984, 1988, 1992
  - EM-silver 1992
- Olympiska spelen: 1984

## Klubbar
- Karlsruher SC
- Urawa Red Diamonds
- VfB Stuttgart
- Stuttgarter Kickers